# Philosophie de la logique
La philosophie de la logique est une partie de la philosophie des sciences qui s'intéresse à l’ensemble des problèmes théoriques qui relèvent traditionnellement de  la logique, comportant essentiellement la question de son essence, son histoire depuis son origine aristotélicienne et à l'intérieur de la question philosophique, de l'extension de son domaine et de ses limites, aux côtés de la philosophie du langage, de la philosophie des sciences, du psychologisme et des mathématiques. 
S'agissant du sens de la « logique », venant du grec logiké epistémé où elle signifiait un des secteurs de l' « être », celui du logos, à côté de l'éthos et de la  phusis, conformément à la division de la philosophie en trois branches, ce sens reste du point de vue philosophique un problème.

## Origine et fondement traditionnel de la logique
Pour Hervé Barreau, Aristote a dominé par ses prises de positions philosophiques l'âge de la science grecque. Un âge qui s'est prolongé jusqu'au Moyen Âge et à la Renaissance. Aristote ne considérait pas la logique comme une science mais comme un outil de raisonnement, propédeutique à la science mais sans objet particulier.
La logique transcendantale de Kant.
La logique dialectique de Hegel.
La logique formelle entre les mains des mathématiciens : La mathématisation de la logique en deux étapes.
1. L'algèbre de Boole
2. La logique des relations de De Morgan.

Ensuite le lien avec les mathématiques est trop fort pour isoler la philosophie de la logique pure (voir philosophie des mathématiques).
Peirce met en valeur le caractère général de la relation d'illation et réinterprète avec elle la syllogistique aristotélicienne. Il introduit les quantificateurs modernes.
Frege relie la logique des fonctions avec la logique des propositions grâce à l'analyse de la proposition (fonction, argument) et à l'usage réglé des quantificateurs. Première axiomatique de ces deux logiques.
Russell et Whitehead finalisent la logique formelle, couramment enseignée au début du XXIe siècle en deux parties : logique des propositions et logiques des prédicats.

## Questions philosophiques
Le questionnement philosophique d'une science en particulier est une extension de la philosophie des sciences en général (voir à ce sujet : Philosophie des sciences).
Ce questionnement porte notamment sur la discipline, sur son histoire (sa mathématisation par exemple) et sur les liens qu'entretient ou non cette discipline avec d'autres disciplines.
La question principale reste le statut même de la logique : Qu'en est-il de son fondement et notamment du principe de non-contradiction ? Quid du principe du tiers exclu ? Devra en outre être justifiée la distinction habituelle entre la théorie du jugement et la théorie du syllogisme.
Articulation de la logique avec les logiques modales (possible, impossible, nécessaire) ?
La logique formelle actuelle, outil pour toutes les disciplines scientifiques et en particulier les mathématiques, est elle féconde dans d'autres champs de la connaissance ? (1re remarque de Hervé Barreau, p. 23)
La nature des nouvelles logiques créées par certaines disciplines : La chronosophie comme une logique du temps par analogie à la géométrie qui serait une logique de l'espace ?
Impacts sur la logique des travaux de Gödel sur la consistance et la complétude en mathématiques.
Concernant l'approche philosophique de la logique relative à la question de la définition de son essence, il convient entre autres de se rapprocher de la contribution du philosophe Martin Heidegger (voir l'article Heidegger et la logique).